# Margaritopsis
Margaritopsis es un género con 39 especies de plantas fanerógamas perteneciente a la familia de las rubiáceas.
Es nativa de México a la América tropical.

## Especies seleccionadas
- Margaritopsis agustinae (Acuña) C.M.Taylor (2005).
- Margaritopsis albert-smithii (Standl.) C.M.Taylor (2005).
- Margaritopsis astrellantha (Wernham) L.Andersson (2002).
- Margaritopsis boliviana (Standl.) C.M.Taylor (2005).